# Bielik (model językowy)
Bielik – polski otwarty duży model językowy stworzony przez fundację SpeakLeash, dzięki zasobom obliczeniowym Akademickiego Centrum Komputerowego Cyfronet AGH. Założeniem Bielika jest lepsze dopasowanie do języka polskiego oraz polskich realiów. Jednym z inicjatorów projektu jest Sebastian Kondracki.
Oprócz oficjalnej strony Bielik jest także dostępny na platformie Hugging Face, gdzie użytkownicy mogą przetestować jego możliwości. Model, jak i narzędzia pomocne przy jego tworzeniu (zestaw danych, pakiety programistyczne), są dostępne na licencji open-source, co umożliwia szeroki dostęp do jego funkcji i zastosowań.

## Historia
Pierwsza wersja Bielika została opublikowana w kwietniu 2024 roku, natomiast druga – 28 sierpnia 2024 roku. Od wersji 2.0 model udostępniany jest na licencji licencji Apache 2.0.
Bielik w pierwszej wersji opierał się na modelu fundamentalnym Mistral-7B i posiadał 11 miliardów parametrów, co jest znacznie mniejszą liczbą w porównaniu do modeli takich jak GPT-3, które mają 175 mld parametrów (dane z kwietnia 2024 r.).
Bielik został wytrenowany na danych w języku polskim, dzięki zasobom obliczeniowym dwóch najszybszych (wg stanu na 2025) superkomputerów w Polsce – Heliosa i Atheny, udostępnionych przez Akademickie Centrum Komputerowe Cyfronet AGH. Do wytrenowania Bielika użyto zasobów dostępnych na wolnej licencji takich jak: polskie dokumenty prawne, ustawy, Projekt Gutenberg czy Wikipedia.
W 2025 roku nad Bielikiem pracowało 10-15 osób, z czego 5 osób jest w zespole trenującym.
Twórcy pracują także nad projektem Sójka, który umożliwia blokadę treści pochodzących z dużego modelu językowego w zależności od ustawionej kategorii np. przemoc czy wulgaryzmy.
6 maja 2025 została wydana wersja 3 Bielika w dwóch rozmiarach: 1,5 i 4,5 mld parametrów, wraz z wersją 2.5 z 11 mld parametrów. Modele w wersji 3 są oparte na modelu fundamentalnym Qwen 2.5 i posiadają własny tokenizer dostosowany do języka polskiego.
W maju 2025 roku Bielik dostał nagrodę Money.pl w kategorii Technologia Roku.

## Odbiór
Model Bielik został pozytywnie przyjęty w środowisku polskich specjalistów zajmujących się sztuczną inteligencją, przede wszystkim za możliwość lokalnego uruchamiania oraz otwartość kodu i danych treningowych. W 2024 roku projekt SpeakLeash, w ramach którego powstał Bielik, otrzymał wyróżnienie w kategorii „AI Spotlight” podczas konferencji GOSIM 2024 oraz nagrodę specjalną Masters&Robots.
Bielik-7B-Instruct-v0.1 osiągnął wysokie wyniki w polskim rankingu OpenLLM Leaderboard, zwłaszcza w zadaniach związanych z wyszukiwaniem informacji i klasyfikacją. Model został również doceniony za możliwość działania bez konieczności przesyłania danych na zewnętrzne serwery.